# Prato Centenaro
Prato Centenaro (noto anticamente come Precentenaro, Precentenee o Presciantenee in dialetto milanese, AFI: [ˌpreʧenteˈneː] o [ˌpreʃanteˈneː]) è un quartiere di Milano situato nella zona nord della città. Amministrativamente è compreso nel Municipio 9 e nel NIL n. 14 "Niguarda - Ca' Granda - Prato Centenaro - Q.re Fulvio Testi". 

## Storia
Il nome deriva probabilmente dalla presenza nel villaggio di un centenario, un ufficiale minore dell'epoca franca deputato al controllo di un centinaio di famiglie (centena). 
Pratocentenaro è un borgo molto antico: la prima citazione su una fonte storica risale al 1078, in riferimento al possedimento di un terreno, a nome del Monastero dell'Aurora, in località Prato Centenaro. Nell'ambito della suddivisione del territorio milanese in pievi, apparteneva alla pieve di Bruzzano. Dal 1618 vi è istituita la Parrocchia di San Dionigi.
Registrato agli atti del 1751 come un villaggio di 206 abitanti saliti a 236 nel 1771, alla proclamazione del Regno d'Italia nel 1805 il comune contava 283 residenti. Fu proprio in età napoleonica, dal 1808 al 1816, che Precentenaro fu aggregata per la prima volta a Milano, ma recuperò poi un'effimera autonomia con la costituzione del Regno Lombardo-Veneto. Fu infine aggregata a Segnano nel 1841, seguendone le sorti: divenne frazione di Greco Milanese nel 1863 con lo spostamento della sede comunale, e fu infine aggregata a Milano nel 1923. Da allora, anche Prato Centenaro è stata interessata dallo sviluppo edilizio e industriale della periferia milanese.

## Infrastrutture e trasporti
- Linea M5: stazioni di Bicocca e Ca' Granda Pratocentenaro

Il quartiere di Prato Centenaro è lambito a est dal Viale Fulvio Testi, ovvero la parte iniziale della Strada Statale 36, che collega Milano (Piazzale Lagosta) al Passo dello Spluga. Il quartiere dovrà essere, in futuro, attraversato dalla Strada Interquartiere Nord, che è la strada che, secondo un progetto in discussione da decenni, dovrebbe collegare tra di loro i quartieri settentrionali di Milano.
Nel quartiere sono presenti due stazioni della linea M5 della metropolitana di Milano, Ca' Granda Pratocentenaro e Bicocca (quest'ultima si trova sul confine tra Prato Centenaro e il limitrofo quartiere della Bicocca).
Varie linee di autobus e di tram, gestite da ATM, collegano Prato Centenaro ai quartieri limitrofi e al centro di Milano. In passato, fra il 1913 e il 1957, era inoltre attiva la tranvia Milano-Cinisello, che correva lungo l'attuale Viale Fulvio Testi.

## Galleria d'immagini

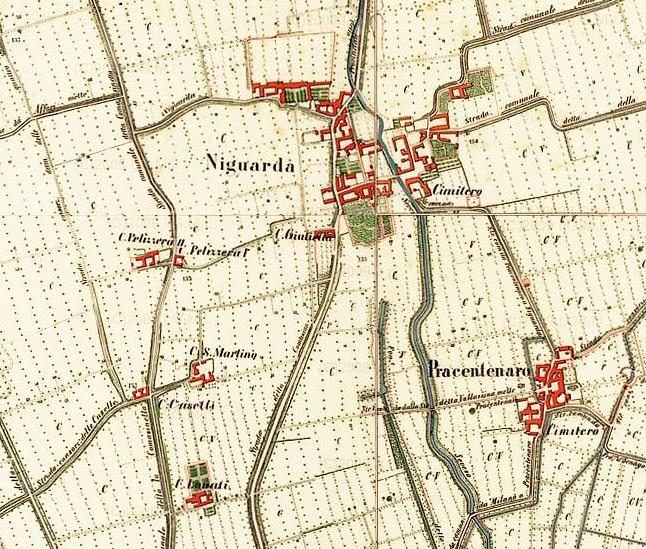
I nuclei storici di Pratocentenaro e Niguarda, nella Carta di Manovra dell'IGM del 1878